# ميناء كووبيو
ميناء كووبيو (بالفنلندية: Kuopion satama، الرمز: FI KUO)، ميناء داخلي يقع في مدينة كووبيو على شاطئ بحيرة كالافيسي في إقليم سافو الشمالية بفنلندا. يقع ميناء الركاب في منطقة فاهتيفوري على خليج ماليالاهتي. أما ميناء الشحن الذي يستقبل سفن البضائع فيقع في منطقة هابانيمي على بُعد قرابة كيلومترين جنوب غربي ميناء الركاب.
يُعَدُّ ميناء ركاب كووبيو الميناء الأكثر اكتظاظًا من حيث حركة الركاب في مستجمع فووكسي وأرض البحيرات الفنلندية. ويوجد به العديد من شركات الرحلات البحرية، والمطاعم، والأكشاك. كما يُقام مهرجان نبيذ كووبيو في ساحة السوق القريبة من الميناء. غالبًا ما يعج الميناء بالمارة، والمتسوقين، والذاهبين في رحلات بحرية.

## وصلات خارجية
- ميناء الركاب في كووبيو (بالفنلندية)